# Pleașov
Pleașov – wieś w Rumunii, w okręgu Teleorman, w gminie Saelele. W 2011 roku liczyła 856 mieszkańców.